# Homungella siamense
Homungella siamense is een rondwormensoort uit de familie van de Homungellidae. De wetenschappelijke naam van de soort is voor het eerst geldig gepubliceerd in 1966 door Timm.